# Plymouth (Montserrat)
|  | Per a altres significats, vegeu «Plymouth (desambiguació)». |

 Plymouth  va ser l'antiga capital de Montserrat, un Territori Britànic d'Ultramar.
Després de l'erupció volcànica de 1995 de la muntanya Soufrière, la ciutat va ser devastada i abandonada. Tenia 1.478 habitants en el cens de 1980. Les seus de l'administració es troben ara a Brades.

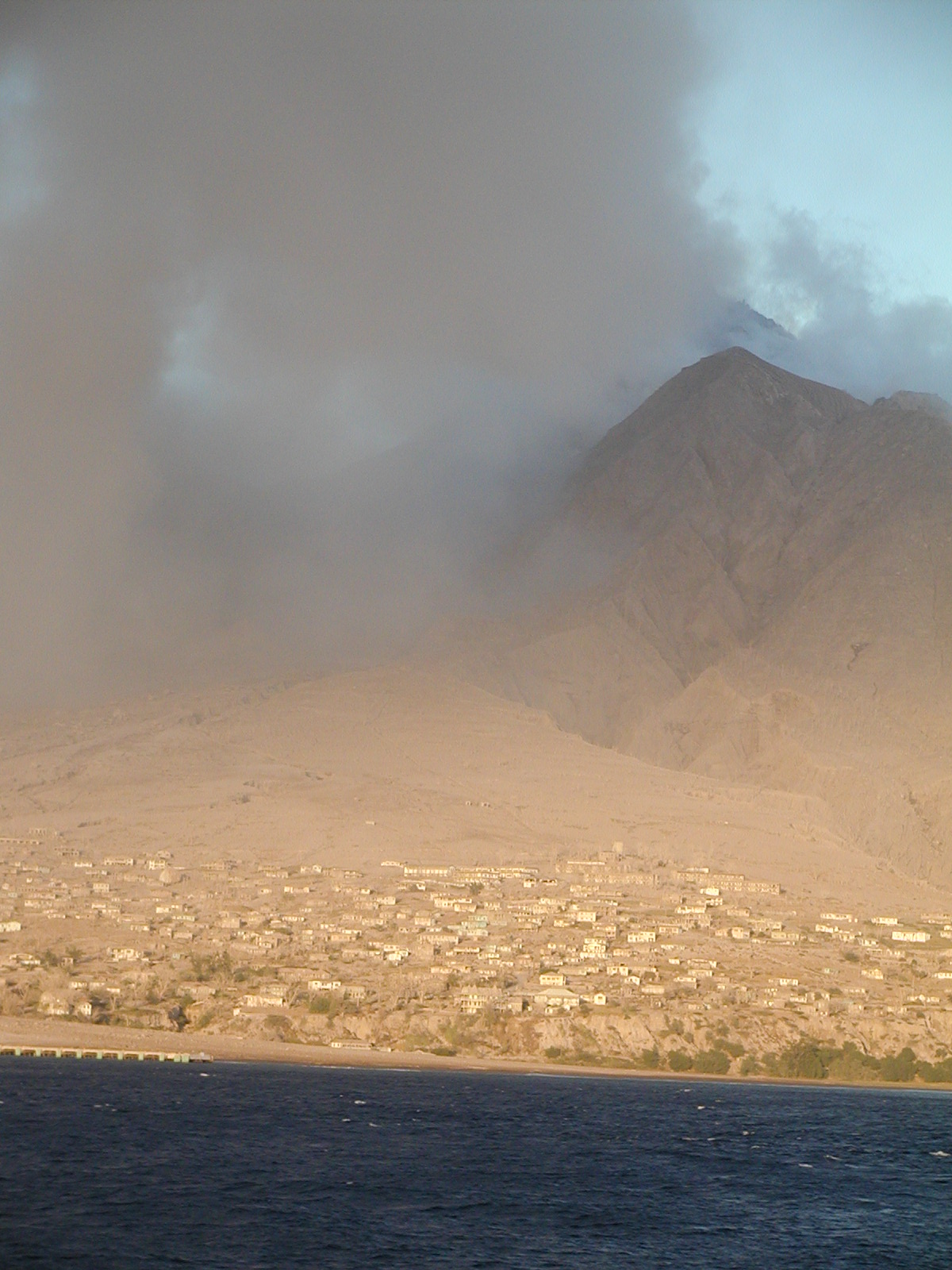
Vista de la ciutat abandonada i el volcà